# Evelyn Tremble
Evelyn Tremble é um personagem do filme 007 contra o Cassino Royale (1967), a primeira versão cinematográfica do livro homônimo de Ian Fleming, escrito em 1953. O personagem não existe no livro e o filme, não oficial da EON Productions, a detentora dos direitos de todos os demais filmes de James Bond, foi transformado numa grande comédia-pastelão psicodélica com pouca similaridade com a literatura. Um aliado a serviço de Sir James Bond na história e que também se passa no meio da trama pelo próprio Bond, ele foi interpretado nas telas pelo ator britânico Peter Sellers.

## Características
Tremble é um tímido e introvertido homem mas o melhor jogador de bacará do mundo, recrutado por Vesper Lynd a pedido do MI-6, para jogar no Casino Royale e desafiar e derrotar o vilão Le Chiffre. Na trama, ele também acaba se passando pelo próprio agente 007, assim como vários outros personagens do filme.

## No filme
Ele é primeiro contatado numa rua de Paris por um agente da polícia francesa como sendo James Bond, o que não faz sentido, seria uma cena do meio do filme colocada no início, mas o filme é um pastiche. Mais tarde, recrutado no pequeno cassino onde trabalha, Buckingham Club, por Vesper Lynd a pedido de Sir Bond que conhece sua fama de jogador através do livro Tremble on Baccarat, ele chega à mansão de Vesper, que falsamente o convidou para discutirem o livro quando na verdade desejava recrutá-lo e faz diversos testes de personalidade nele, e acabam na cama, depois dela lhe propor enfrentar Le Chiffre e mudar seu nome para James Bond, já que seu nome verdadeiro é conhecido de todos no bacará.
Depois ele passa por uma aula de treinamento de espião com Q e seus gadgets num local secreto do MI-6. Mais tarde, Tremble chega a Paris, com  identidade de Bond, e é recebido em seu quarto de hotel pela estonteante Miss Goodthighs, uma capanga da SMERSH vestida apenas com uma camisa de pijama masculino, enviada para seduzi-lo e envenená-lo, mas escapa, depois de ajudado por Vesper, que o encontra desmaiado no banheiro. Ele vai ao Casino Royale e observa que Le Chiffre frauda o jogo usando óculos infravermelhos que lhe permitem ver as cartas dos adversários. Vesper troca os óculos de Le Chiffre por outros inofensivos e isto permite a Tremble derrotá-lo na mesa de bacará. Desesperado por perder tanto dinheiro que devia à SMERSH, Le Chiffre sequestra e tortura Tremble psicologicamente para recuperar o dinheiro. Ele é resgatado por Vesper apenas para depois ser morto por ela mesmo, numa cena alucinógena.